# Vallibonavenatrix
Vallibonavenatrix foi um gênero de dinossauro espinossaurídeo que viveu no que é hoje a Espanha durante o Cretáceo Primitivo, há cerca de 129,4 e 125 milhões de anos.

## Aparência

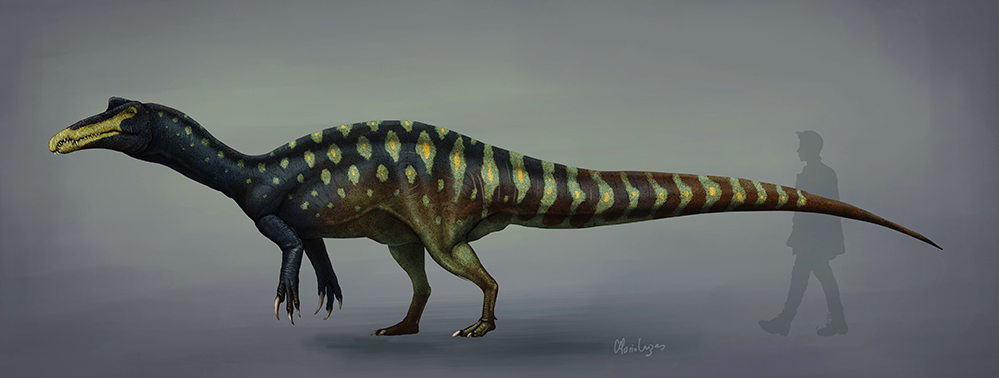
Comparação de tamanho de Vallibonavenatrix com um humano.

O Vallibonavenatrix era um predador bípede de porte médio. As espinhas neurais projetadas para cima de suas vértebras dorsais eram moderadamente altas, e uma coluna conhecida é expandida de baixo para cima em uma forma trapezoidal, semelhante à do Ichthyovenator.

## Etimologia
O nome Vallibonavenatrix provém da justaposição de Vallibona-, o nome da localidade onde foi encontrado o primeiro fóssil, e -venatrix, caçadora em latim.